# Farah Hussein
Pour les articles homonymes, voir Hussein.
Farah Ahmed Hussein, née le 7 octobre 2001 à Alexandrie, est une gymnaste artistique égyptienne.

## Carrière
Elle est médaillée d'or au concours général individuel et par équipes, médaillée d'argent aux barres asymétriques et médaillée de bronze à la poutre aux  Championnats d'Afrique de gymnastique artistique 2016 dans la catégorie junior. Elle obtient la médaille d'or au concours général et au concours par équipe, la médaille d'argent aux barres asymétriques et au saut aux Championnats d'Afrique de gymnastique artistique 2018.
Elle est médaillée d'or par équipes, au concours général individuel, aux barres asymétriques et à la poutre aux Jeux africains de 2019.
Elle obtient ensuite la médaille d'argent du concours général individuel aux Championnats d'Afrique de gymnastique artistique 2021.